# Drake Mabry
 (novembre 2015).
Si vous disposez d'ouvrages ou d'articles de référence ou si vous connaissez des sites web de qualité traitant du thème abordé ici, merci de compléter l'article en donnant les références utiles à sa vérifiabilité et en les liant à la section « Notes et références ».
Drake Mabry, né le 20 janvier 1950 à Iowa City, est un compositeur, joueur de ney et artiste d’ebru américain.

## Biographie
Issu d’une famille de peintres, il commence sa carrière artistique comme hautboïste dans des orchestres symphoniques, avant de se consacrer au saxophone, à la flûte et à la clarinette en jouant dans les orchestres et les ensembles de jazz. 
Depuis les années 80, il intègre dans sa culture artistique la peinture, la photographie et la poésie. Il apprend l’ebru avec Ayla Makas à Istanbul et la peinture à l’encre de Chine avec Chang Yang à San Diego. Ses poésies sont mises en musique par des compositeurs et utilisées par des groupes de théâtre pour l'improvisation. Drakedonius, un livre avec les poésies bilingues, peintures et photographies, est édité par Le Plac'Art en France en 2011. En 2014, il édite son dernier art d’ebru sous forme d’ebook. 
Mabry étudie le hautbois à la Juilliard School of Music et à la Manhattan School of Music de New York avec Harold Gomberg. Puis, il poursuit sa formation en 1976 pour la composition à l’université Rice à Houston avec Paul Cooper et plus tard à l’université de Californie à San Diego avec Will Ogdon, où il reçoit son diplôme de doctorat. Il continue ses études de composition avec Krzysztof Penderecki et John Cage. Ses compositions ont été exécutées dans le monde entier, puis enregistrées aux États-Unis et en Europe. 
À partir de 1971, il travaille en tant que premier hautboïste dans divers orchestres des États-Unis, du Canada et de Grande-Bretagne. De 1975 à 1978 il joue du saxophone, de la flûte et de la clarinette dans l'orchestre du festival de musique d'Aspen dans l’État du Colorado aux États-Unis et y mène son propre quintette de jazz. Depuis 1978, il concentre ses activités sur la composition et l’improvisation. En 1988, il se rend en France, où il devient directeur d'une école de musique à Poitiers entre 1999 et 2006. En outre, il enseigne, entre autres aux universités de Strasbourg, de Rennes et de Poitiers. 
Il étudie le ney, flûte traditionnelle turque, à Istanbul à la Caferağa Medresesi avec Burcu Karadağ et plus tard avec Ismail Hakkı. Il est l’un des rares joueurs de ney qui interprète également le jazz et la musique contemporaine. Dans ce style, il compose plusieurs œuvres pour cet instrument. 
L’ensemble TWO, avec la flûtiste à bec Maria Dorner-Hofmann, est fondé en 2012 après une rencontre imprévue au Mozarteum de Salzbourg. Les deux artistes ont émis l’idée de combiner les flûtes à bec européennes, voire avec la Paetzold, et le ney turc pour une production très attrayante. Ils étudient et expérimentent la façon de réunir ces deux instruments pour jouer de la musique issue de cultures musicales différentes. Il se concentre sur la musique médiévale, sur des œuvres écrites particulièrement pour ce duo, et sur la musique bulgare et turque.

## Compositions (extrait)
- Silent Durations XLVIII pour ney solo, 2013
- Silent Durations XLVII pour flûte basse et ney, 2013
- Istanbul Prelude pour magnéto (electro-trance), 2012
- Silent Durations XLVI pour flûte basse, 2012
- Five Meditations on Agnus Dei pour chœur mixte (SATB ), 2011
- Silent Durations XXIX pour contrebasse à cordes solo, 2009
- Prelude and Tango pour orchestre symphonique, 2009
- Duo pour basson et piano, 2008
- 15 Meditations pour piano, 2007
- Silent Durations XXI pour violoncelle, 2007
- 6 Meditations pour piano, 2007
- Silent Durations I- XXIII pour instruments divers, 2003-2007
- Silent Durations I pour piano, 2003
- Lamentations pour orchestre à cordes, 2003
- Silent Durations VIII pour grand orchestre, 2003
- 15.12.89 concerto pour soprano, saxophone et orchestre de chambre, 1989
- M pour ensemble de jazz et ordinateur, 1989
- Elegy pour orchestre à vent, 1980
- Quintet pour 5 contrebasses à cordes, 1978
- Aspen p.m. pour orchestre de chambre, 1978
- String Quartet no 2, 1977
- Laudate Dominum pour orchestre à cordes, 1976